# Asparagus trichophyllus
Asparagus trichophyllus là một loài thực vật có hoa trong họ Măng tây. Loài này được Bunge mô tả khoa học đầu tiên năm 1833.